# Epidendrum brachyglossum
Epidendrum brachyglossum là một loài lan trong phân họ Epidendroideae. Chúng là loài bản địa ở các sườn tây của Andes ở Bolivia, Colombia, Ecuador và Peru, và đã được ghi nhận tại các độ cao từ 1.8 km, gần Ocaña, Ayacucho, Peru, đến 2.8 km, Cajamarca, Peru.